# Casablanca Records
La Casablanca Records è un'etichetta discografica creata da Neil Bogart nel 1973 dopo aver lasciato la Buddah Records.

## Storia
Neil Bogart fondò l'etichetta ispirandosi al film Casablanca con Humphrey Bogart, attore di cui aveva preso il cognome (all'anagrafe si chiamava Eric Bogatz). Il finanziamento fu reso possibile grazie alla Warner Brothers, che deteneva i diritti della pellicola. L'etichetta inizialmente aveva due sedi: una a New York e l'altra a Los Angeles, al numero civico 8255 di Sunset Boulevard.
La Casablanca Records pubblicò i dischi dei Kiss, per poi puntare sulle star della disco, come Village People e Donna Summer.
Nel 1976 l'etichetta si fuse con la società di film indipendenti Filmworks, Inc. guidata dal fondatore Peter Guber per formare la Casablanca Record e FilmWorks, Inc. che ebbe successo con i film Abissi e Fuga di mezzanotte.
Nel 1977 la Polygram acquistò il 50% della società, e successivamente la metà rimanente per 15 milioni di dollari.
Nel 2004 il nome venne utilizzato per una joint venture tra Universal Music Group e Tommy Mottola. In un articolo sulla rivista Billboard, Mottola disse di aver scelto questo nome in omaggio all'etichetta originale, ma che non c'era nessuna connessione con essa.